# Gouvernement Facta II
Royaume d'Italie
Facta I Mussolini
Le gouvernement Facta II (Governo Facta II, en italien) est le gouvernement du royaume d'Italie entre le 1er août 1922 et le 31 octobre 1922, durant la XXVIe législature.

## Historique

### Président du conseil des ministres
Luigi Facta